# نانسي خضوري
نانسي دينا إيلي خضوري مؤلفة وسياسية بحرينية. تشغل حاليا عضوية مجلس الشورى منذ 2010.

## السيرة
ولدت خضوري في العاصمة البريطانية لندن. حصلت على شهادة من مدرسة القلب المقدس عام 1991 وشهادة في الاقتصاد والأدب الإنجليزي والتاريخ البريطاني من مدرسة المونت البريطانية في عام 1993 وليسانس في القانون من جامعة لندن وجامعة وولفرهامبتون البريطانيتين بالمراسلة.
عملت خضوري مديرة إدارية في شركة يوسف خضوري وأولاده. قامت بتأليف كتاب بعنوان: «من بدايتنا إلى يومنا الحاضر». تم تعيينها عضوة في مجلس الشورى في عام 2010 وحتى الآن عن الطائفة اليهودية.